# Grégory Paquelet
Pas d'image ? Cliquez ici

a Compétitions nationales et continentales officielles uniquement.

Dernière mise à jour le 6 mai 2020.
Grégory Paquelet, né le 26 mars 1989 à Mâcon (Saône-et-Loire), est un joueur français de rugby à XV. Il évolue au poste d'arrière au CS Villefranche-sur-Saône.

## Biographie
Né à Mâcon,, Grégory Paquelet est formé au CS Bourgoin-Jallieu en reichel et en espoir. En 2010, il quitte le CSBJ pour rejoindre l'AS Mâcon.
En 2012, il signe au RC Chalon.
En 2016, il se réengage avec l'AS Mâcon,.
En 2019, il signe au CS Villefranche-sur-Saône,,.
Il remporte le Challenge Yves du Manoir 2018-2019,.

### Vie privée
Il a un fils Maloé né le 18 août 2013.